# Conrad Brunkman
Conrad Anton Olsson Brunkman (ur. 20 stycznia 1887 w Helsingborgu, zm. 27 maja 1925 w Lund) – szwedzki wioślarz, srebrny medalista olimpijski.
Wystąpił na igrzyskach olimpijskich w Sztokholmie w 1912, gdzie szwedzka osada Roddklubben af 1912 w składzie: Ture Rosvall, William Bruhn-Möller, Conrad Brunkman, Herman Dahlbäck i Leo Wilkens (sternik) zdobyła srebrny medal w czwórkach ze sternikiem (w łodziach z wewnętrznymi odsadniami). W finale Szwedzi przegrali z Duńczykami z osady Nykjøbings paa Falster o 12,3 sekundy. Na tej samej imprezie wystartował również w rywalizacji ósemek, jednak jego osada odpadła w ćwierćfinałach. Były to jego jedyne starty olimpijskie.
Jego młodszy brat, Gustaf Brunkman, także był wioślarzem.